# إيتاي تيران
إيتاي تيران (بالعبرية: איתי טיראן‏) هو ممثل إسرائيلي، ولد في 23 مارس 1980 في إسرائيل.

## أعمال

### أفلام
- (2007) الشقيف
- (2009) لبنان[6]

## وصلات خارجية
- إيتاي تيران على موقع IMDb (الإنجليزية)
- إيتاي تيران على موقع ألو سيني (الفرنسية)
- إيتاي تيران على موقع أول موفي (الإنجليزية)
- إيتاي تيران على موقع قاعدة بيانات الأفلام السويدية (السويدية)
- إيتاي تيران على موقع قاعدة بيانات الفيلم (الإنجليزية)
- إيتاي تيران على موقع كينوبويسك (الروسية)